# 昨天 (電影)
《昨天》是张扬导演的一部电影，由贾宏声主演，拍摄于2000年，公映于2001年。
本片以仿纪录片的形式描述了一个吸毒者的生活。贾宏声演出的人物原型来自于现实中的他自己。该片在第58屆威尼斯影展被称为“本年度最勇敢的电影”。贾宏声的父亲贾凤森、母亲柴秀容都亲自参演本片。

## 获奖
| 威尼斯电影节                               |
| ------------------------------------------ |
| 58届 亚洲电影促进联盟奖 （获奖）           |
| 曼谷国际电影节                             |
| 第四届 第四届曼谷国际电影节金翼奖 （获奖） |